# Mulet
Pour les articles homonymes, voir Mulet (homonymie).
Ne doit pas être confondu avec Bardot (équidé).
Parent mâle de l'hybridation 
  Equus asinus 
×

Parent femelle de l'hybridation 
  Equus caballus 
Le mulet et la mule sont des hybrides statistiquement stériles de la famille des équidés, engendrés par un âne (Equus asinus) et une jument (Equus caballus).

## Étymologie et terminologie
Le nom de mulet vient du mot latin mulus, de même sens. Aucune étymologie satisfaisante n'a abouti pour ce nom. On appelle « mulet » l'hybride mâle et « mule » l'hybride femelle.

## Description
Le mulet présente les caractéristiques de ses deux parents. D'une taille intermédiaire entre l'âne et la jument, il possède d'un côté la force du cheval et de l'autre la robustesse et la rusticité de l'âne. Il est réputé résistant, le pied sûr, endurant, courageux et intelligent. Il présente un nombre de chromosomes exactement intermédiaire entre celui de ses deux espèces parentales, soit 63 chromosomes.

### Anatomie
Les caractéristiques physiques du mulet les plus notables sont :
- infécond (chromosomes issus de deux espèces proches mais différentes qui ne permettent pas d'appariement lors de la méiose et donc l'impossibilité de fabriquer des gamètes) ;
- souvent plus grand qu'un âne, il peut être plus grand que ses deux parents ;
- robe (pelage) souvent baie ou noir pangaré, plus rarement alezane, grise ou baie dun (les robes tachetées ou pie existent aux États-Unis) ;
- tête volumineuse et allongée ;
- naseaux peu dilatés ;
- oreilles longues, d'une taille idéalement intermédiaire entre celles du cheval et de l'âne ;
- arcades sourcilières proéminentes ;
- membres fins et secs, tour de canon et sabots plus larges pour les mules de trait.

Le mulet et la mule tirent comme avantages :
- du cheval, une plus grande force et une plus grande taille que l’âne ;
- de l’âne, une plus grande sobriété et une plus grande robustesse face aux maladies.

### Stérilité
Les mulets sont le plus souvent stériles. En cinq siècles, la société muletière britannique n'a enregistré que 60 naissances naturelles dues à des croisements spontanés entre mulets, ce qui montre la marginalité du phénomène et la quasi-impossibilité en pratique de créer une nouvelle espèce commercialement viable pour les éleveurs.
On sait depuis 1999 que ce sont les différences de structures chromosomiques chez les deux espèces parentales qui sont responsables du problème d'appariement des chromosomes au cours de la méiose, plutôt que le nombre impair de chromosomes des mulets.

## Maladies
Le mulet et la mule présentent dans 10 % des cas une anémie hémolytique grave liée aux anticorps de la mère contenus dans le colostrum lors des premiers jours de l'allaitement. La cause a été identifiée depuis le milieu des années 1940 et résolue depuis par le biais d'un titrage des anticorps, d'un retard de l'allaitement, et de la transfusion de globules de la mère.

## Le mulet et l'homme

Muletiers espagnols traversant les Pyrénées. Tableau de Rosa Bonheur, 1857 (collection privée, vente de 2007).

### Histoire
Les croisements entre ânes et chevaux remontent à l'Antiquité et se sont largement répandus depuis le Ve siècle jusqu'à nos jours.
En France, au XIXe siècle, l'industrie mulassière est des plus florissantes. Très réputé à l'étranger, le mulet s'exporte en Suisse, en Allemagne, en Italie, en Espagne, au Portugal, dans les pays nordiques et également en Amérique. Le développement de l'élevage français se fait sur plusieurs zones géographiques : le Poitou, où les mules poitevines sont puissantes et de grande taille, le Dauphiné, le Massif central et les Pyrénées, où la mule des Pyrénées est plutôt utilisée pour les travaux légers et pour un usage de luxe. Son déclin s'amorce au début du XXe siècle avec l'arrivée de la motorisation.

### Utilisations du mulet
On distingue le mulet de bât, utilisé en montagne, le mulet de trait, qui rend les mêmes services que rendrait un cheval dans d'autres régions, et le mulet de selle, surtout aux États-Unis, qui est utilisé avec succès dans toutes les disciplines équestres.
En France, l’importance du commerce des muletiers du Velay est connue dès le XVIe siècle car les routes du Velay ou du Vivarais étaient peu praticables,.
Chaque année, le deuxième week-end du mois d'août se tient à Seyne le dernier concours mulassier de France (élection des plus beaux mulets avec différentes catégories). Le pays de Seyne était essentiellement un pays d'élevage. Outre les bovins et les ovins, le pays disposait de vastes prairies permettant l'élevage de chevaux et, surtout de mulets, pour lesquels il existait à l'époque de vastes débouchés commerciaux et traditionnels dans la vallée de la Blanche depuis le Moyen Âge et a assuré la prospérité à la population du canton. Il est attesté dès les années 1300 et a duré jusqu'aux années 1950 et la mécanisation de l'agriculture. Il a atteint son point culminant au XIXe avec le développement des moyens de transports, permettant non seulement d'approvisionner les marchés locaux en Provence, Languedoc et Dauphiné mais aussi en Espagne, Italie et Algérie. Le savoir-faire des seynois dans l'élevage des mulets fut exporté avec l'émigration de certains habitants outre-mer (Algérie et Nevada, principalement). Un musée conservatoire municipal de l'élevage du mulet , la Maison du mulet, est ouvert à Seyne.

#### Dans l'armée

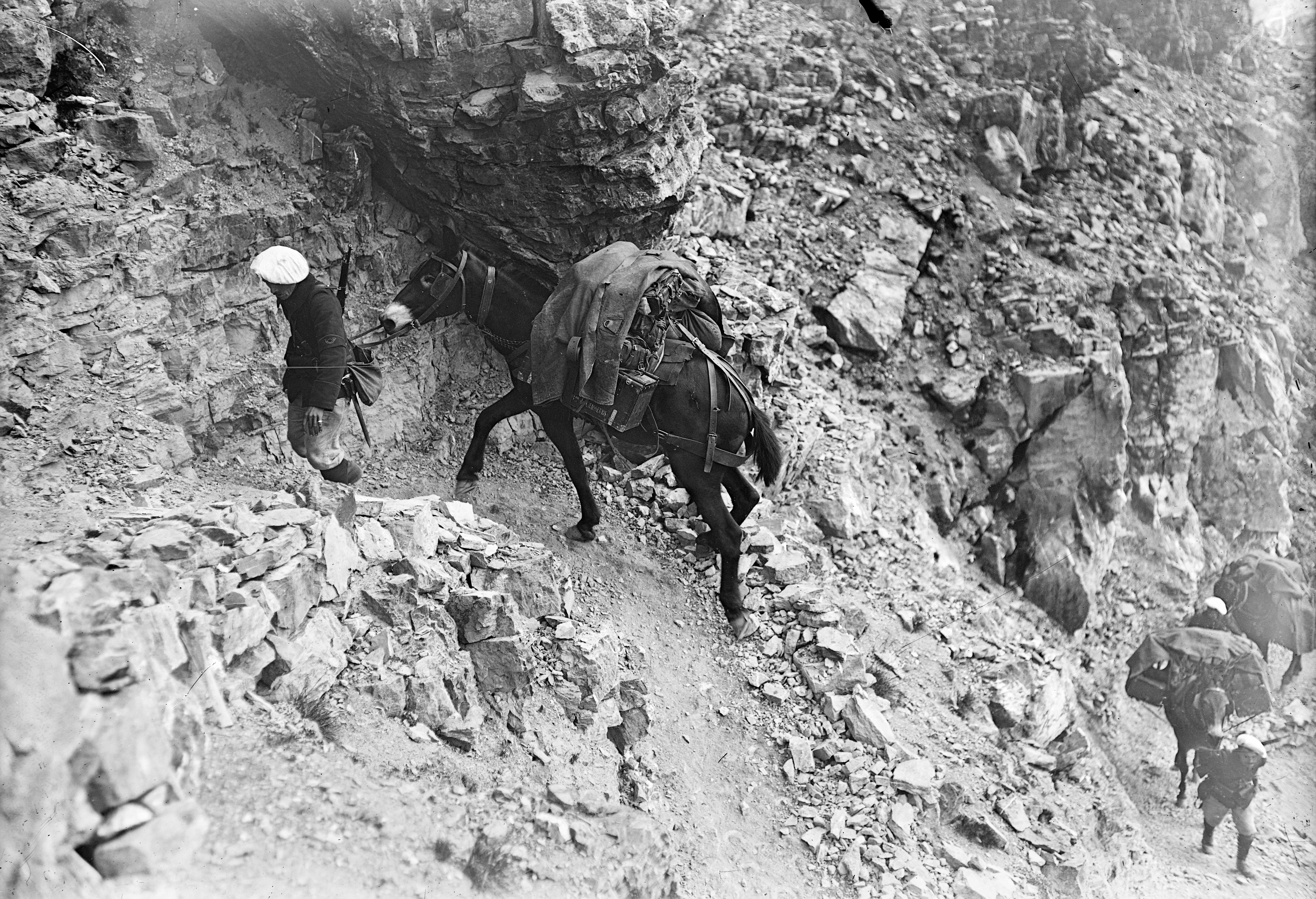
Chasseurs alpins et leurs mulets en 1912.

Le développement dans l'armée française de régiments "alpins " (artillerie, infanterie et chasseurs) favorisa l'emploi régulier et massifs de mulets lors des deux guerres mondiales et encore en Algérie. L'armée française a cessé d'employer des mulets en 1975 mais la nécessité de développer l'usage de petits groupes mobiles et autonomes difficilement repérables en montagne pourrait un jour relancer l'intérêt de leur utilisation.Dans l'armée française, le train muletier faisait partie des moyens de transports militaires en terrains montagneux dès la création des troupes alpines en Europe entre 1870 et 1890. L'animal est apprécié pour sa robustesse. En argot militaire français les mulets étaient appelés « brèles »,. La mauvaise réputation du mulet — animal de bât très utile mais réputé pour son caractère agressif et la dangerosité de ses ruades — a fait que le mot brêle est resté en argot pour désigner un bon à rien. En 1975, les derniers mulets disparaissaient des effectifs de l’armée française à l’exception d'un animal retraité des troupes de montagne allemandes qui deviendra la mascotte du 110e régiment d’infanterie dissous en 2014. Toutefois en 2021, le 7e bataillon de chasseurs alpins a réintroduit deux mulets en « auxiliaires logistiques ». 
Les Alpini, troupes de montagne italiennes, ont également employé des mulets, depuis la fondation de leur corps en 1872, jusqu'en 1993.
L'Armée de terre indienne, en 2019, dispose de 6 000 mules.

## Confusion

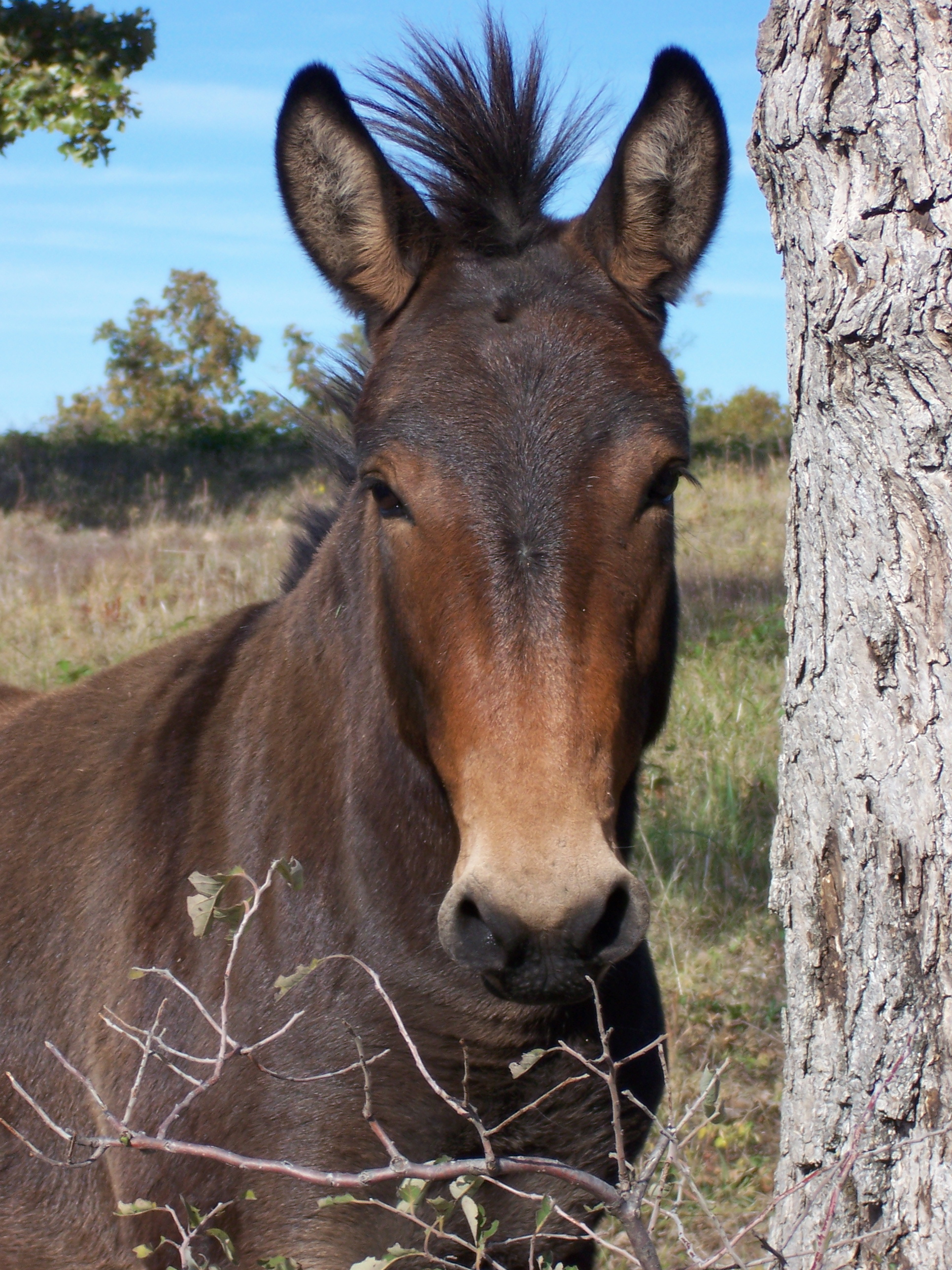
Mulet femelle

Le bardot, parfois confondu avec les mules et les mulets, est issu du croisement entre une ânesse et un cheval. On a pu croire autrefois à l'existence du joumart, produit du croisement entre un cheval ou un âne et une vache, ou entre un taureau et une ânesse ou une jument.
Ce nom désigne, par extension, tout animal de sang mêlé, issu du croisement de deux espèces voisines.
Il existe aussi le cerf mulet, qui n'a de rapport que par le nom, et qui est désigné ainsi à cause de ses oreilles similaires à celles d'un mulet. Selon l'historien Thierry Murcia, qui cite diverses sources antiques, on appelait autrefois mule de Libye (ou parfois « âne de Libye »), le fruit du croisement entre un onagre et une jument.

## Culture associée au mulet

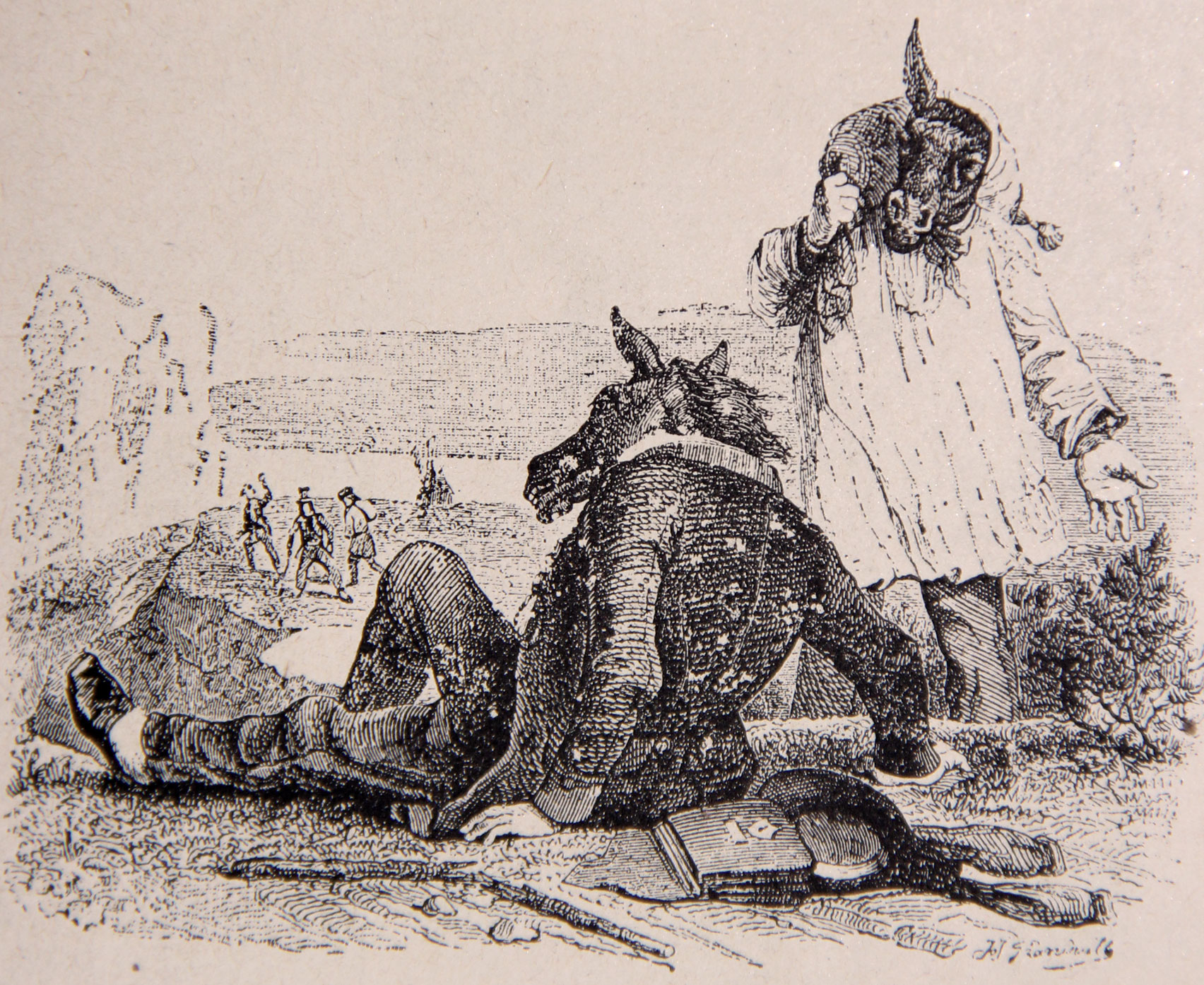
Illustration de la fable « Les Deux Mulets » par Grandville, 1838-1840.

Compagnon utilitaire de l'homme, le mulet a longtemps été utilisé dans la langue française où de nombreuses expressions et proverbes y font référence. Les expressions « être chargé comme une mule » ou « être têtu comme une mule » sont entrées dans le langage courant et renvoient directement aux qualités et défauts de l'animal,. Le mulet est également présent en littérature, et ce dès l'Antiquité, comme dans les Fables d'Ésope ainsi que chez Phèdre. Jean de La Fontaine l'utilise également dans ses Fables et Alphonse Daudet lui dédie l'une des nouvelles du recueil des Lettres de mon moulin, La Mule du pape.
(notamment pour sa place dans le calendrier républicain / révolutionnaire français chaque 5 messidor).